# Jerzy Sangaw
Jerzy Sangaw herbu Ogończyk, właściwie Sangaw (ur. w XIV w., zm. w XV w.) – bojar żmudzki, adoptowany podczas unii horodelskiej (1413).

## Życiorys
W 1413 roku podczas unii horodelskiej doszło do przyjęcia przez polskie rodziny szlacheckie, bojarów litewskich wyznania katolickiego (tzw. adopcja herbowa). Jednym z ważniejszych dowodów tamtego wydarzenia jest istniejący do dziś dokument, do którego przyczepione są pieczęcie z wizerunkami herbów szlacheckich.
Z dokumentu dowiadujemy się o istnieniu Sangawa, który został adoptowany przez przedstawicieli Ogończyków. Poza tą informacją jest osobistością niezbyt znaną historii. Wiadomo, że Sangaw po przyjęciu chrztu przyjął chrześcijańskie imię Jerzy.

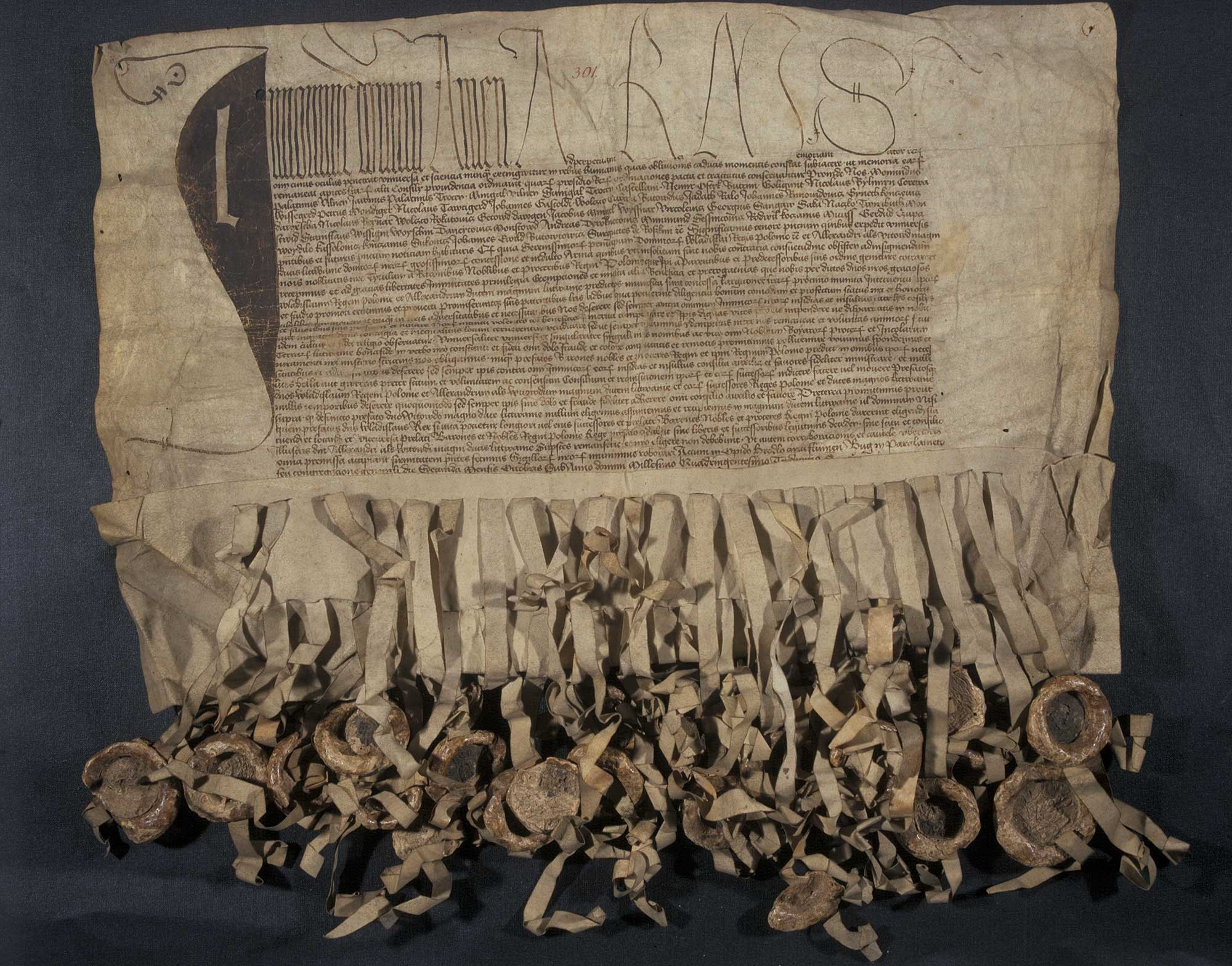
Dokument unii horodelskiej z 1413 roku z przyczepionymi pieczęciami

Według Władysława Semkowicza – mógł być z pochodzenia Żmudzinem, argumentuje to faktem istnienia wsi Sangawiska na terenach dawnej Żmudzi. Drugim argumentem jest to, że w 1434 roku herbem Ogończyk pieczętował się bezdyskusyjny bojar żmudzki Naczusz Gijsztowtowicz, którego pieczęć wraz z herbem Ogończyk jest przypięta do aktu unii grodzieńskiej. Jako, że unia horodelska jest jedynym dowodem na przyjęcie bojarów Wielkiego Księstwa Litewskiego do polskich herbów, wnioskiem jest, że ów Naczysz Gijsztowtowicz musiał być spokrewniony z omawianym Sangawem.
W 1469 roku wspomniana jest w jednym z dokumentów historycznych „relicta domini Sangaw”, która posiadała dom w Wilnie.

### Życie prywatne
Polski historyk, Kasper Niesiecki, wywodzi Sangawa z domu szlacheckiego Hajków (Hayków). Encyklopedia powszechna opisuje Jerzego Sangawa jako przodka Jana Hajka, kasztelana brzeskolitewskiego.
Jerzy Sangaw miał dwóch synów, Wasila i Michna, którzy przyjęli różne nazwiska. Wasil był Hajko, Michno zaś przyjął nazwisko Kłodzko. 